# Eiskunstlauf-Europameisterschaften 1956
Die 48. Eiskunstlauf-Europameisterschaften fanden vom 19. bis 21. Januar 1956 in Paris statt.

## Ergebnisse

### Herren
| Platz | Sportler              | Land                   |
| ----- | --------------------- | ---------------------- |
| 1     | Alain Giletti         | Frankreich             |
| 2     | Michael Booker        | Vereinigtes Königreich |
| 3     | Karol Divín           | Tschechoslowakei       |
| 4     | Alain Calmat          | Frankreich             |
| 5     | Tilo Gutzeit          | BR Deutschland         |
| 6     | Norbert Felsinger     | Österreich             |
| 7     | François Pache        | Schweiz                |
| 8     | István Szenes         | Ungarn                 |
| 9     | Brian Tuck            | Vereinigtes Königreich |
| 10    | Manfred Schnelldorfer | BR Deutschland         |
| 11    | Hans Müller           | Schweiz                |
| 12    | Igor Persianzew       | Sowjetunion            |
| 13    | Hanno Sturher         | Österreich             |
| 14    | Hans-Jürgen Bäumler   | BR Deutschland         |
| 15    | Lew Michailow         | Sowjetunion            |
| 16    | Walentin Sacharow     | Sowjetunion            |

### Damen
| Platz | Sportlerin                | Land                   |
| ----- | ------------------------- | ---------------------- |
| 1     | Ingrid Wendl              | Österreich             |
| 2     | Yvonne Sugden             | Vereinigtes Königreich |
| 3     | Erica Batchelor           | Vereinigtes Königreich |
| 4     | Rosi Pettinger            | BR Deutschland         |
| 5     | Hanna Walter              | Österreich             |
| 6     | Diana Peach               | Vereinigtes Königreich |
| 7     | Sjoukje Dijkstra          | Niederlande            |
| 8     | Joan Haanappel            | Niederlande            |
| 9     | Erica Rucker              | BR Deutschland         |
| 10    | Ilse Musyl                | Österreich             |
| 11    | Emma Giardini             | Italien                |
| 12    | Alice Fischer             | Schweiz                |
| 13    | Ina Bauer                 | BR Deutschland         |
| 14    | Jindra Kramperová         | Tschechoslowakei       |
| 15    | Carine Borner             | Schweiz                |
| 16    | Jana Dočekalová           | Tschechoslowakei       |
| 17    | Miloslava Tůmová-Záhorská | Tschechoslowakei       |
| 18    | Gilberte Naboudet         | Frankreich             |
| 19    | Corinne Altman            | Frankreich             |
| 20    | Milena Kladrubská         | Tschechoslowakei       |
| 21    | Michele Allard            | Frankreich             |

### Paare
| Platz | Sportler                            | Land                   |
| ----- | ----------------------------------- | ---------------------- |
| 1     | Sissy Schwarz / Kurt Oppelt         | Österreich             |
| 2     | Marianna Nagy / László Nagy         | Ungarn                 |
| 3     | Marika Kilius / Franz Ningel        | BR Deutschland         |
| 4     | Joyce Coates / Anthony Holles       | Vereinigtes Königreich |
| 5     | Věra Suchánková / Zdeněk Doležal    | Tschechoslowakei       |
| 6     | Lisel Ellend / Konrad Lienert       | Österreich             |
| 7     | Éva Szöllősi / Gábor Vida           | Ungarn                 |
| 8     | Lidija Gerassimowa / Juri Kiselew   | Sowjetunion            |
| 9     | Carolyn Patricia Krau / Rodney Ward | Vereinigtes Königreich |
| 10    | Eva Neeb / Karl Probst              | BR Deutschland         |
| 11    | Maija Belenkaja / Igor Moskvin      | Sowjetunion            |
| 12    | Susi Holstein / Willi Wahl          | Schweiz                |
| 13    | Vera Kuhrüber / Horst Kuhrüber      | DDR                    |
| 14    | Colette Tarozzi / Jean Vives        | Frankreich             |

### Eistanz
| Platz | Sportler                                  | Land                   |
| ----- | ----------------------------------------- | ---------------------- |
| 1     | Pamela Weight / Paul Thomas               | Vereinigtes Königreich |
| 2     | June Markham / Courtney Jones             | Vereinigtes Königreich |
| 3     | Barbara Thompson / Gerard Rigby           | Vereinigtes Königreich |
| 4     | Fanny Besson / Jean Paul Guhel            | Frankreich             |
| 5     | Sigrid Knake / Günther Koch               | BR Deutschland         |
| 6     | Catherina Odink / Jacobus Odink           | Niederlande            |
| 7     | Edith Peikert / Hans Kutschera            | Österreich             |
| 8     | Lucia Zorn / Rudolf Zorn                  | Österreich             |
| 9     | Gerda Wohlgemuth / Hannes Burkhardt       | BR Deutschland         |
| 10    | Adriana Giuggiolini / Germano Ceccattini  | Italien                |
| 11    | Rita Paucka / Peter Kwiet                 | BR Deutschland         |
| 12    | Maria Grazia Locatelli / Vinicio Toncelli | Italien                |
| 13    | Olga Cilardini / Gianfranco Canepa        | Italien                |